# Raid sur les îles Gilbert et Marshall
Ne doit pas être confondu avec Campagne des îles Gilbert et Marshall.
Seconde Guerre mondiale, 
Guerre du Pacifique
Batailles
Campagne des îles Gilbert et Marshall
- Raid sur les îles Gilbert et Marshall
- Raid de Makin
- Tarawa
- Makin
- Kwajalein
- Raid sur Truk
- Eniwetok

Japon :
- Raid de Doolittle
- Bombardements stratégiques sur le Japon (Tokyo
- Yokosuka
- Kure
- Hiroshima et Nagasaki)
- Raids aériens japonais des îles Mariannes
- Campagne des archipels Ogasawara et Ryūkyū
- Opération Famine
- Bombardements navals alliés sur le Japon
- Baie de Sagami
- Invasion de Sakhaline
- Invasion des îles Kouriles
- Opération Downfall
- Reddition du Japon

Pacifique central :
- Pearl Harbor
- Guam (1941)
- Wake
- Raid sur les îles Gilbert et Marshall
- Opération K
- Midway
- Opération RY
- Campagne des îles Gilbert et Marshall
- Campagne des îles Mariannes et Palaos
- Campagne des archipels Ogasawara et Ryūkyū
- Opération Inmate

Pacifique du sud-ouest :
- Nauru
- Invasion des Philippines (1941-42)
- Invasion des Indes orientales néerlandaises
- Opérations de l'Axe dans les eaux australiennes
- Raids aériens japonais sur l'Australie (1942-43)
- Opération Ke
- Campagne des îles Salomon
- Campagne de Nouvelle-Guinée
- Campagne des Philippines
- Campagne de Bornéo (1945)

Asie du sud-est :
- Invasion de l'Indochine (1940)
- Océan Indien (1940-45)
- Guerre franco-thaïlandaise
- Invasion de la Thaïlande
- Campagne de Malaisie
- Hong Kong
- Singapour
- Campagne de Birmanie
- Opération Kita
- Indochine (1945)
- Détroit de Malacca
- Opération Jurist
- Opération Tiderace
- Opération Zipper
- Bombardements stratégiques (1944-45)

Guerre sino-japonaise
Front d'Europe de l’Ouest
Front d'Europe de l’Est
Bataille de l'Atlantique
Campagnes d'Afrique, du Moyen-Orient et de Méditerranée
Théâtre américain
Le raid sur les îles Gilbert et Marshall est mené par un groupe aéronaval de l'United States Navy contre des garnisons de la Marine impériale japonaise le 1er février 1942. Les garnisons japonaises étaient sous le commandement du vice-amiral Shigeyoshi Inoue, commandant de la 4e flotte. Les avions japonais stationnés sur les îles appartenaient à la 24e flottille aérienne de la marine japonaise sous le commandement de l'amiral Eiji Gotō (en). Les navires de guerre américains étaient sous le commandement du vice-amiral William F. Halsey.

## Les raids

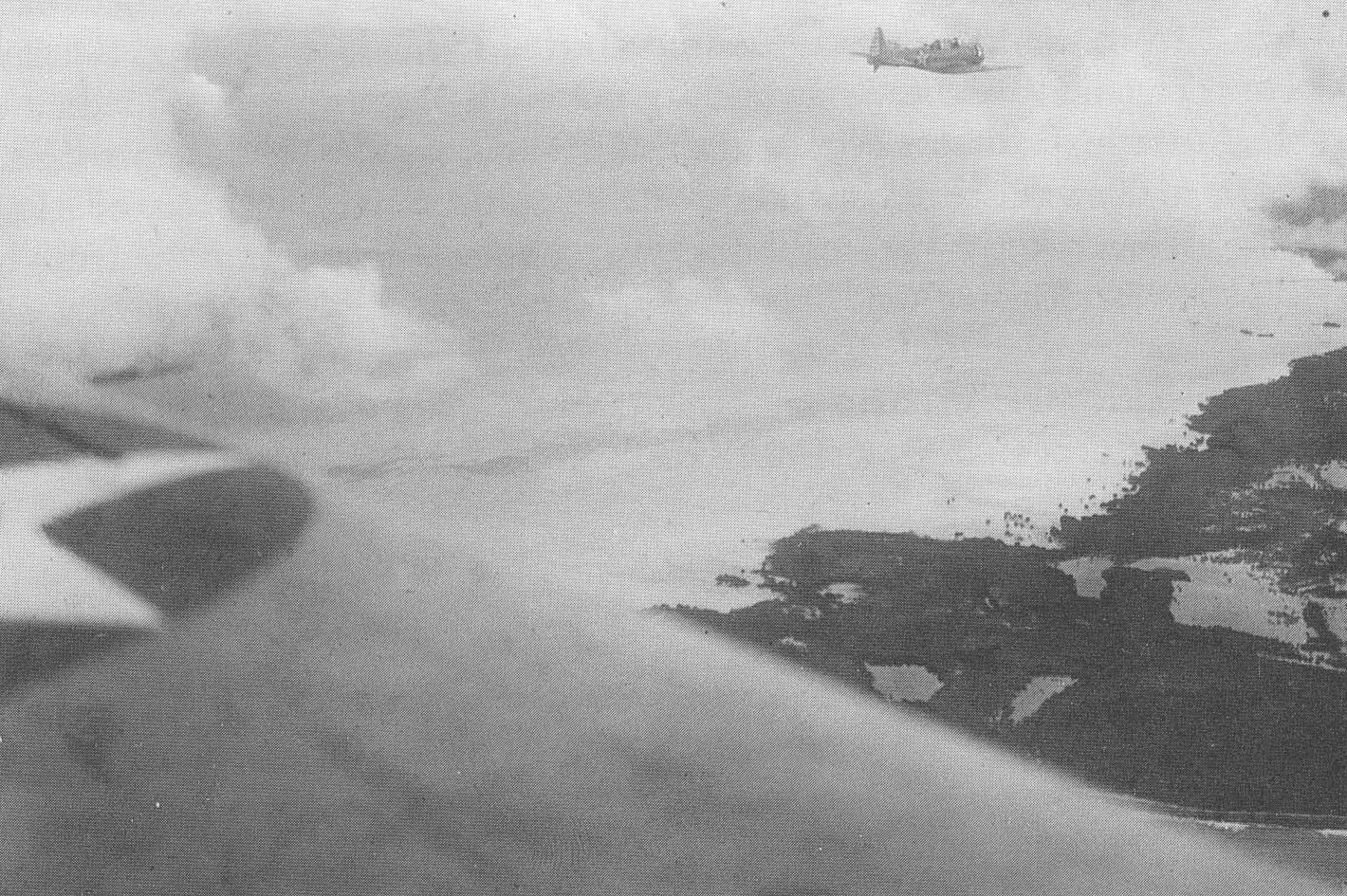
Deux SBD Dauntless de la TF 17 volant au-dessus de l'atoll de Makin.

Les raids ont été menés par deux task forces distinctes : d'un côté les aéronefs de la Task Force 17 (TF 17), commandée par le contre-amiral Fletcher et centrée sur le porte-avions USS Yorktown, ont attaqué les atolls de Jaluit, Mili, et Makin (ou en japonais : Butaritari). Les avions de l'USS Yorktown ont infligé des dégâts modérés aux installations navales japonaises sur les îles et détruits trois avions ennemis. Sept avions américains ont en revanche été perdus, ainsi qu'un hydravion de l'un des croiseurs de la TF 17. De l'autre côté, les aéronefs de la TF 8, commandée par le vice-amiral Halsey et centrée sur le porte-avions USS Enterprise, ont bombardé Kwajalein, Wotje et Taroa (en).
Dans le même temps, les croiseurs et les destroyers ont pilonné Wotje et Taroa. Les tirs d'artillerie navale et les frappes aériennes ont infligé des dégâts légers ou modérés aux garnisons navales japonaises des trois îles, et coulé trois navires de guerre et en ont également endommagé plusieurs autres, dont le croiseur léger Katori, et détruits 15 avions japonais. Néanmoins, le croiseur lourd USS Chester a été légèrement endommagé après avoir été touché par une bombe aérienne japonaise, et six avions de l'USS Enterprise ont été perdus.
 Après la fin des raids, les TF 17 et 8 se retirent de la zone.

## Conséquences

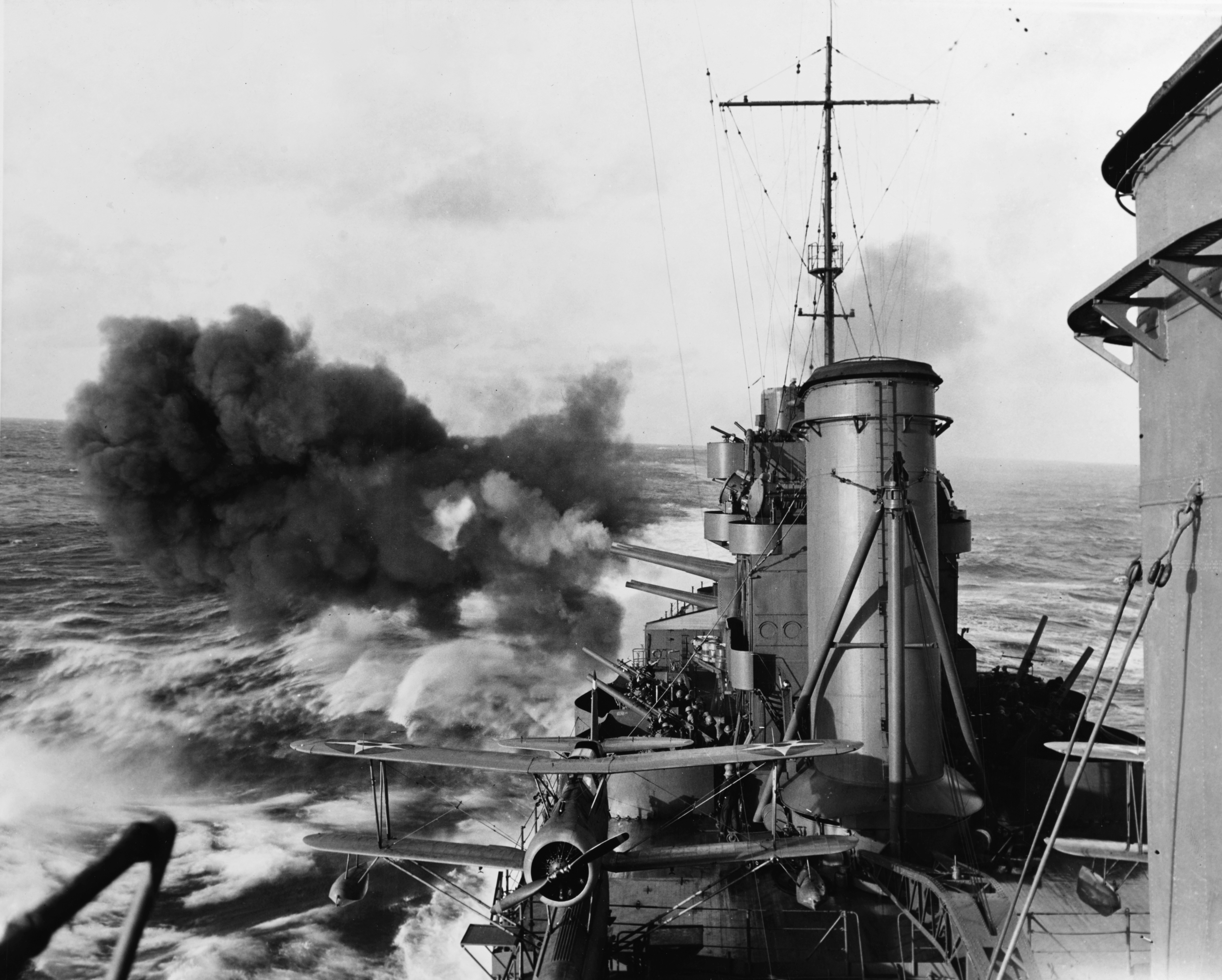
L' pilonnant Wotje.

Les raids ont eu peu d'impact stratégique à long terme et n'ont par ailleurs pas permis de remonter le moral du peuple américain, encore sous le choc de l'attaque sur Pearl Harbor et la perte de l'atoll de Wake. La marine nippone envoie brièvement deux porte-avions à la poursuite des Américains avant de reporter soutien aux troupes japonaises envahissant les Philippines et les Indes orientales néerlandaises. Les raids ont cependant été une expérience précieuse pour les opérations aériennes de soutien, durcissant les groupes aéronavals américains pour les combats futurs contre les forces japonaises. Pour leur part, les Japonais n'ont apparemment pas retenu que leur concept d'un périmètre de défense utilisant des garnisons insulaires dispersées disposait de sérieux défauts, les garnisons étant trop éloignées pour se soutenir mutuellement.
Les raids, avec le celui de Doolittle en avril 1942, ont contribué à convaincre le Commandant-en-Chef de la Flotte combinée japonaise, l'amiral Yamamoto, qu'il avait besoin d'attirer les porte-avions américains dans les batailles dès que possible afin de les couler. Le plan de Yamamoto a donné lieu à la bataille de Midway.